# Unidad de Subsuelo y Protección Ambiental
Las Unidades Especiales de Subsuelo y Protección Medioambiental son unidades especializadas del Cuerpo Nacional de Policía encargadas de intervenir en zonas de subsuelo (alcantarillas, cuevas, pozos, etc.)

## Motivos de su fundación
- La existencia de grandes redes subterránes de alcantarillado y servicios carentes de vigilancia.

- Los continuos robos de materiales de conducción de tendidos eléctricos y de distribución de agua potable.

- El elevado riesgo de manipulaciones orientadas a la defraudación de fluidos e intervención delictiva de las comunicaciones telefónicas.

- La seguridad del Jefe del Estado y otras personalidades.

## Funciones

### Operativas

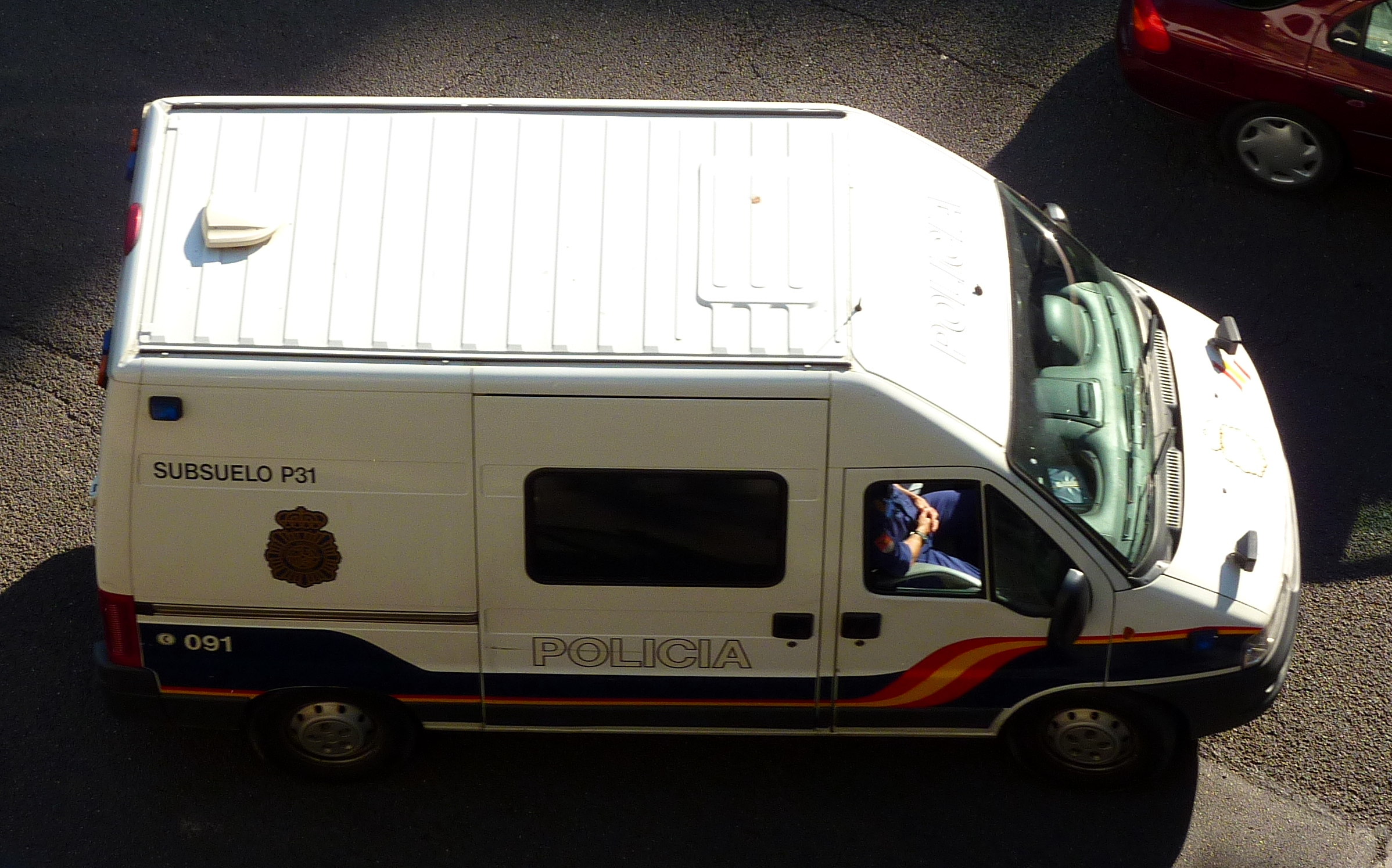
Furgoneta de las Unidades de Subsuelo y Protección Ambiental.

- Proteger desde el subsuelo, los domicilios y los itinerarios, recorridos en sus desplazamientos, de las altas personalidades, nacionales y extranjeras, mediante reconocimientos aleatorios y periódicos de las instalaciones existentes.

- Realizar inspecciones periódicas de organismos y centros oficiales y policiales.

- Tratar de impedir el uso del subsuelo para fines delictivos, con revisiones de entidades bancarias, joyerías, peleterías, etc., cuando en las mismas se dispara el sistema de alarma, y así lo ordena la Sala de Operaciones del 091.

- Servicios de actuación inmediata en robos realizados por el procedimiento del "butrón".

- Reconocimiento de áreas y zonas del subsuelo, ordenados por la Brigadas de Seguridad Ciudadana o denuncias de particulares (buscadores de oro, etc.).

- Realizar inspecciones periódicas de las principales galerías de servicios, en prevención de actos terroristas, sabotajes, etc. para detectar cualquier anormal funcionamiento de las mismas, dando cuanta a la compañía correspondiente.

- Recogida de muestras de residuos en la red subterránea.

- Participación esencial en los dispositivos de primer orden desarrollados en España con ocasión de importantes eventos de gran repercusión internacional.

### Técnicas
- Colaboración con otros servicios, tales como: Protección Civil, Cruz Roja y demás instituciones de interés público y social, y particularmente en casos de grave riesgo catástrofe o calamidad que la situación requiera.

- Elaboración de estudios y de planes integrales de seguridad, referidos al subsuelo de edificios oficiales, públicos singulares, o particulares de especial interés policial (tales como domicilios de personalidades y altos representantes de la Administración) o de nueva creación, con el correspondiente informe técnico, desde la perspectiva y conocimiento del subsuelo de las ciudades, con el trabajo que desarrollan especialistas en espeleología y planimetría, con frecuentes colaboraciones con otras Unidades y con Servicios de Arqueología, con el fin de la toma de datos, planimetría, mantenimiento y actualización del Banco de Datos, elaboración de estadísticas, análisis de resultados y remisión de Informes.

## Uniformidad
| Uniformes de la UES |                 |
|                     |                 |
| 1990-2009           | 2009-Actualidad |

- Datos: Q6156133